# Caso (Egeo Meridionale)
Caso (in greco Κάσος?, Kasos), è un'isola dell'Egeo appartenente geograficamente all'arcipelago del Dodecaneso e dal punto di vista amministrativo comune autonomo della periferia dell'Egeo Meridionale (unità periferica di Scarpanto) con 990 abitanti al censimento 2001.

## Geografia fisica
Caso è collocata ad ovest di Scarpanto da cui dista appena 3 miglia nautiche e a nord di Creta da cui dista 26 miglia nautiche. Limita il mar Egeo a sud est. È circondata da numerosi isolotti e scogli tra cui il più grande è quello disabitato di Armathia.
È un'isola montuosa, rocciosa, brulla, battuta da venti sostenuti e continui. Lungo i pendii si trovano numerose grotte tra le quali, la più nota, è quella di Selladi, famosa per le sue stalattiti e quella di Ellinokamari famosa per le mura ciclopiche che la circondano.

## Storia
Caso ha seguito le vicende storiche di Scarpanto, con una eccezione: ai tempi in cui apparteneva alla sublime porta le venne concessa una certa autonomia che permise ai suoi abitanti di avviare un'attività armatoriale sviluppatasi col tempo. Alla fine del 1820 a Caso era presente una flotta di cento navi. Nel 1823 operarono con successo un'incursione nel porto egiziano di Damietta riuscendo a catturare 19 navi.
In seguito alla Guerra italo-turca, nel 1912 entrò a far parte dei possedimenti italiani nel Dodecaneso italiano. Fu occupata dalla Germania dal settembre 1943 al maggio 1945, dopodiché passò sotto controllo britannico. Fu annessa alla Grecia nel 1947.

## Amministrazione
L'isola conta 5 località tra le quali:
- Fri (in greco Φρυ?) è lo scalo principale dove approdano i traghetti. È anche la sede del municipio di Kassos. Ad una distanza di 500 metri circa si trova il vecchio scalo di Emporio.
- Aya Marina, su un'altura che domina il porto di Fry era il vecchio capoluogo
- Poli è un piccolo villaggio agricolo dell'interno su un'altura di 200 metri in posizione dominante sull'isola. Giace sul sito dell'acropoli di un'antica città oggetto di scavi e i cui reperti sono stati alloggiati nell'edificio del vecchio municipio di Fry e non sono visitabili.